# John Huske
Pour les articles homonymes, voir Huske.
Le Lieutenant général John Huske (vers 1692 - 18 janvier 1761) est un officier militaire britannique, dont le service actif commence en 1707 pendant la Guerre de Succession d'Espagne, qui sert pendant le soulèvement jacobite de 1745 et se termine en 1748. 
Au début de sa carrière, il est un proche collaborateur du comte de Cadogan et du duc de Marlborough. Entre 1715 et 1720, il est également employé comme agent politique et diplomatique britannique, particulièrement impliqué dans des opérations anti-jacobites. 

## Famille
John Huske est né en 1692, fils aîné de John (1651-1703) et de Mary Huske (1656-?); on sait peu de ses antécédents, si ce n'est que la famille est membre de la petite noblesse de Newmarket, Suffolk. Il ne s'est jamais marié et ses jeunes frères Ellis (1700-1755) et Richard (décédé en juillet 1760) l'ont précédé dans la tombe . À sa mort en janvier 1761, la majeure partie de sa succession est laissée à des amis et des serviteurs, dont 5000 £ (2019; 1 million de £) à son majordome, 3000 £ à son valet de chambre et 100 £ aux "pauvres de Newmarket" . 
Il lègue des sommes mineures à ses nièces et neveux, à l'exception notable du fils d'Ellis, John (1724-1773). Décrit par l'historien Lewis Namier (en) comme un "aventurier difficile et sans scrupules", il est né à Portsmouth, dans le New Hampshire et arrive en Angleterre en 1748. Élu député de Maldon en 1763, il collabore étroitement avec Charles Townshend, auteur du Stamp Act de 1765, l'un des déclencheurs de la Révolution américaine de 1775. Accusé d'avoir détourné entre 30 000 et 40 000 £, il s'enfuit à Paris en 1769, où il est décédé en 1773 . 

## Carrière

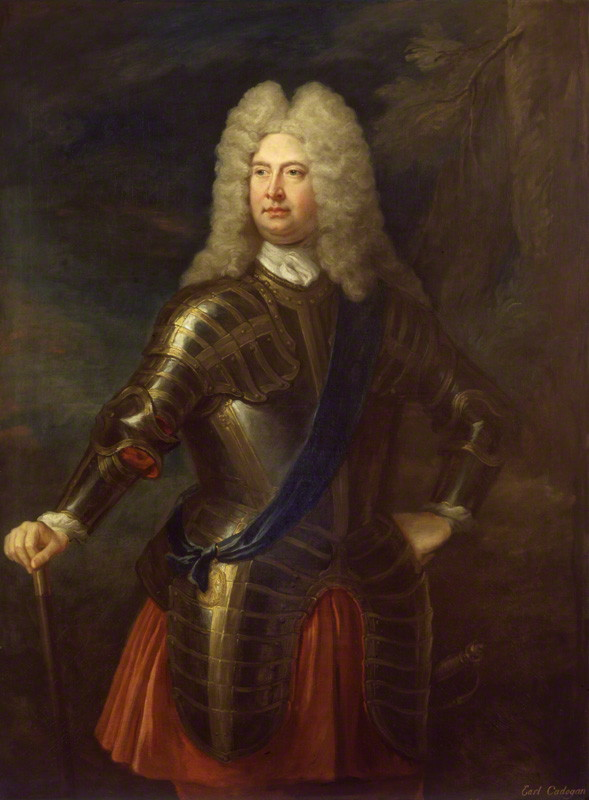
William Cadogan (1671-1726); Huske est étroitement associé à lui pendant près de 20 ans

Huske commence sa carrière militaire comme Enseigne dans le régiment d'infanterie de Caulfield, une unité recrutée en Irlande et envoyé à la garnison de Barcelone en mai 1706 . La date de sa commission est donnée en août 1707, plusieurs mois après la dissolution officielle du régiment. 
En conséquence, les premiers mouvements de Huske sont quelque peu obscurs mais en mars 1709, il est cornette dans le 5e Dragoon Guards, basé en Flandre. Le 5th Dragoons est commandé par William Cadogan, proche collaborateur du duc de Marlborough et la connexion est très bénéfique pour la carrière de Huske . 

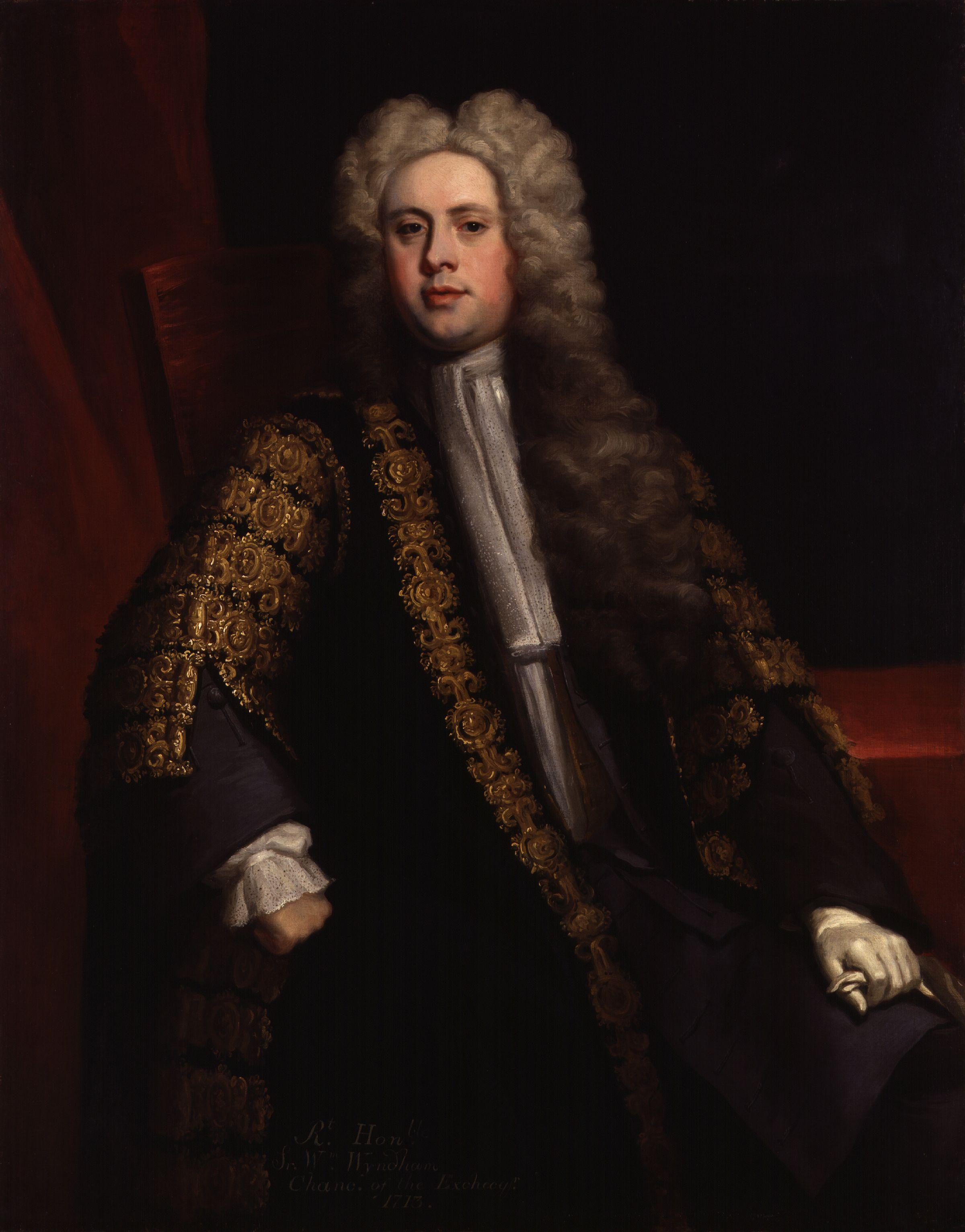
Le chef conservateur Sir William Wyndham ; Huske a été envoyé pour l'arrêter pendant la montée de 1715

En mars 1709, il devient enseigne dans les Grenadier Guards, bien que cela n'implique pas de service; seulement 16 de ses 24 unités nominales sont réellement formées et Huske reste avec son unité d'origine . En vertu de la pratique dite du double rang, les officiers des gardes détenaient un deuxième grade militaire. Une commission des gardes accordait automatiquement à son titulaire une priorité plus élevée dans la détermination des promotions et, comme elles étaient rarement dissoutes, c'était un moyen de conserver des officiers compétents mais pauvres . 
La lutte politique entre les conservateurs britanniques et les whigs conduit à la démission de Marlborough en 1712. Accompagné de Cadogan, il part en exil volontaire en Europe mais revient en août 1714 lorsque George Ier succède à la reine Anne. En janvier 1715, Huske devient capitaine au 15e régiment d'infanterie et en juillet, il reçoit également une commission de capitaine dans les Coldstream Guards, faisant de lui un lieutenant-colonel de l'armée régulière . 
Le même mois, l'administration Whig approuve secrètement la détention de six membres du Parlement, dont William Wyndham, un chef jacobite du sud-ouest de l'Angleterre. Les mandats n'ont été exécutés qu'en août, lorsque le comte de Mar lance la Rébellion jacobite de 1715 en Écosse. Le beau-père de Wyndham, le duc de Somerset, est membre du gouvernement et son beau-frère le comte de Hertford, colonel du régiment de Huske, le 15e régiment d'infanterie . 

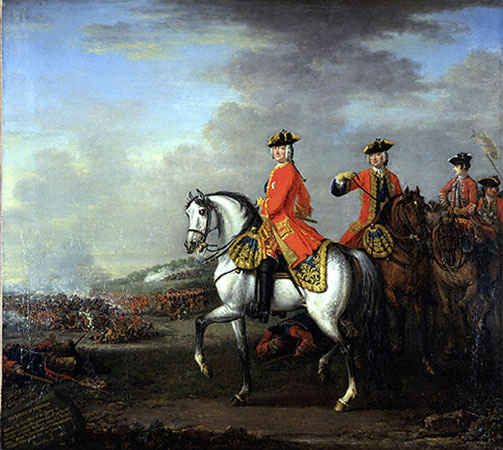
George II à Dettingen, juin 1743; Huske a été promu pour son rôle dans cette victoire

Cela peut expliquer pourquoi Huske est envoyé pour arrêter Wyndham. Quand il arrive à son domicile près de Minehead, Wyndham promet de l'accompagner après avoir dit au revoir à sa femme, mais s'échappe ensuite par une fenêtre . Compte tenu de la convention sociale en vigueur selon laquelle la parole d'un gentleman a de la valeur, cela donne une mauvaise image de Wyndham, qui est repris peu de temps après. Huske échappe au blâme et rejoint Cadogan aux Provinces-Unies, où il aide à organiser le transport de 6 000 soldats néerlandais en Écosse . 
Marlborough subit le premier d'une série de coups en mai 1716. Il reste maître général de l'Ordre ou commandant de l'armée jusqu'à sa mort en 1722, mais Cadogan reprend bon nombre de ses fonctions. Cela donne à Huske un rôle diplomatique plus important et il participe à un certain nombre d'opérations de renseignement anti-jacobite. Lors de l'Insurrection de 1719, il travaille avec le diplomate Charles Whitworth pour transférer cinq bataillons hollandais en Grande-Bretagne, bien que la rébellion s'effondre avant que cela ne devienne nécessaire . 
Huske et le comte d'Albemarle accompagnent Cadogan lors de sa mission diplomatique de 1720 à Vienne, le début d'une longue amitié entre les deux. C'est une mission de haut niveau visant à créer une alliance anti-russe et à mettre fin au soutien suédois aux Jacobites . Cadogan devient maître général à la mort de Marlborough en 1722, mais son implication dans le scandale financier de la Compagnie de la mer du Sud entraîne la perte son influence politique. Huske est nommé lieutenant-gouverneur de Hurst Castle en juillet 1721, mais avec la mort de Cadogan en 1726 et la lenteur de la promotion en temps de paix font qu'en 1739, il est encore un major des Coldstream Guards . 
Lorsque la Guerre de Succession d'Autriche commence en décembre 1740, il devient colonel du 32e régiment d'infanterie, alors basé en Écosse. Huske a apparemment «mis fin aux abus et à la brutalité de ses recrues des Highlands» . Le régiment est transféré en Flandre et sert sous George II à la Bataille de Dettingen en juin 1743, où il est gravement blessé à la tête de sa brigade . 
En récompense, en juillet 1743, il est promu Major général et nommé colonel du Royal Welch Fusiliers, tandis qu'il devient également gouverneur de Sheerness en 1745. 

## Rébellion jacobite de 1745

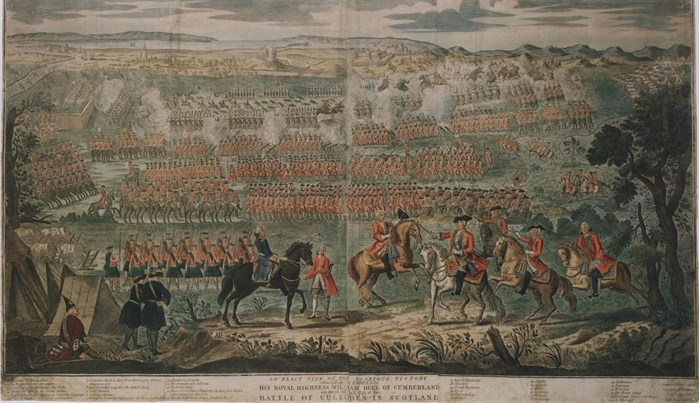
Bataille de Culloden ; Huske a commandé la deuxième ligne sur la gauche du gouvernement

Le soulèvement de 1745 commence en août et en septembre, Huske débarque à Newcastle avec 6 000 soldats allemands et néerlandais, capturés à Tournai en juin et libérés à condition de ne pas lutter contre les Français . Après une longue et distinguée carrière, George Wade, commandant dans le Nord, n'est plus apte au service, les Néerlandais et les Allemands refusent de marcher sans être payés à l'avance . 
Les Jacobites envahissent l'Angleterre le 8 novembre, capturent Carlisle et continuent vers le sud avant de rebrousser chemin à Derby le 6 décembre, laissant une garnison à Carlisle, ils rentrent en Écosse le 21. William Augustus de Cumberland et l'armée de campagne principale assiègent Carlisle et Henry Hawley est nommé commandant en Ecosse, avec Huske comme adjoint . 
Après son arrivée à Édimbourg, le 13 janvier, Huske et 4 000 hommes se déplacent vers le nord pour soulager William Blakeney (1er baron Blakeney), commandant de garnison au château de Stirling, assiégé par les Jacobites. Hawley et 3 000 hommes supplémentaires livrent bataille à Falkirk le 16 janvier, où la principale force jacobite attendait. Hawley surestime à la fois la vulnérabilité de l'infanterie des Highlands à la cavalerie et sous-estime leur nombre et leurs qualités de combat. Cela contribue à sa défaite à Falkirk Muir le 17 janvier, une bataille qui commence tard dans l'après-midi dans des chutes de neige et est marquée par la confusion des deux côtés . 

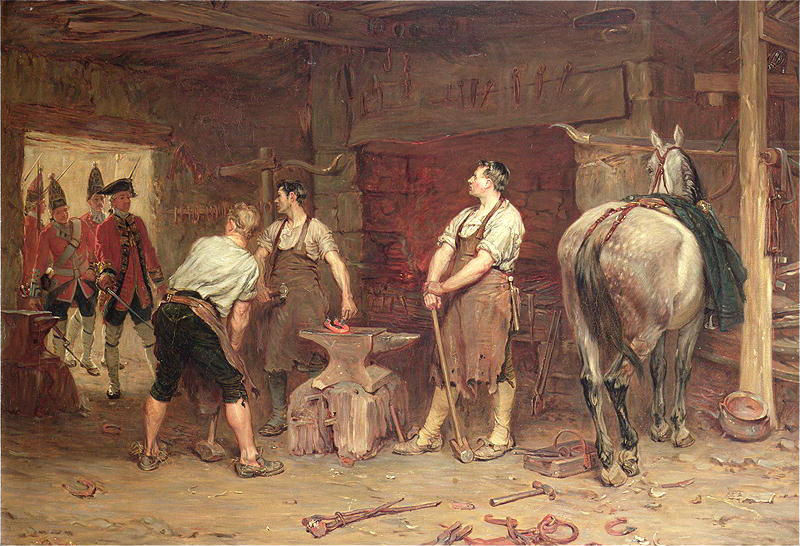
Après Culloden; Chasse aux rebelles, par John Seymour Lucas, 1884

Les dragons du gouvernement chargent l'aile droite jacobite mais sont repoussés en désordre, dispersant leur propre infanterie qui a également fui. Les régiments de Huske tiennent bon, permettant à la majeure partie de l'armée de se retirer en bon ordre. Ils sont aidés par la confusion parmi les commandants jacobites et par le pillage des bagages anglais par les highlanders. 
Cumberland arrive à Édimbourg le 30 janvier et reprend l'avance tandis que les Jacobites se retirent à Inverness. Lors de la bataille de Culloden le 16 avril, Huske commande les réserves de l'aile gauche anglaise, qui supportent le poids de la charge jacobite. Le premier rang cède du terrain, mais Huske amène ses troupes sur leur flanc, exposant les Highlanders à des volées de feu à bout portant de trois côtés. Incapables de répondre, ils éclatent et s'enfuit, la bataille ayant duré moins de quarante minutes . 
Les pertes jacobites sont estimées entre 1 200 et 1 500 morts, beaucoup sont tués au cours de la poursuite qui suit . Des blessés jacobites sont tués après la bataille, prétendument sur ordre d'officiers supérieurs du gouvernement. Il n'est pas clair si cela incluait Huske, mais pendant sa période à Fort Augustus en tant que commandant des opérations de «pacification», il propose une prime de 5 £ pour la tête de chaque rebelle amené dans le camp. Bien que cela ait été rejeté, l'auteur et historien John Prebble qualifie les tueries de «symptomatiques de l'humeur et du comportement général de l'armée» . 

## Carrière après 1745
Huske est promu lieutenant-général pour son service pendant le soulèvement et retourne en Flandre, où son régiment subit de lourdes pertes lors de la défaite britannique à Lauffeld en juillet 1747 . Peu de temps après, Cumberland l'envoie inspecter et faire rapport sur la ville néerlandaise de Bergen op Zoom, alors assiégée par les Français; il se rend en septembre . 
La combinaison de ces événements et de l'épuisement financier conduit au traité d'Aix-la-Chapelle en 1748 et à la fin de la carrière militaire active de Huske. Alors qu'il est colonel, il n'accompagne pas le 23e régiment quand il part en garnison à Minorque en 1755. En juin 1756, celle-ci se rend aux Français lors de la première bataille de la guerre de Sept Ans et obtient le libre passage à Gibraltar. Nommé gouverneur de Jersey en 1749, il ne semble avoir visité l'île qu'une seule fois, en 1751 . Son testament a laissé £ 2 000 à Charles d'Auvergne, qui l'a suppléé à Jersey . 
Il possède un petit domaine à Ealing, alors à l'extérieur de Londres, et loue une maison à Albemarle Street, à Londres, où il meurt le 18 janvier 1761. Comme indiqué dans son testament, il est enterré sans cérémonie à Grosvenor Chapel, Audley Street, Londres et son cercueil placé à côté de celui d'Albemarle, son ami de longue date et collègue décédé en 1754 . 